# Mülibach (Töss)
Der Mülibach, im Oberlauf im Gemeindegebiet Winterthurs Steinbach und bei der Quelle in Brütten Chrebsbach genannt, ist ein 7,5 Kilometer langer rechter Zufluss der Töss.

## Geographie

### Verlauf
Die Quelle des Mülibachs, der anfangs noch Chrebsbach heisst, liegt 250 Meter nordöstlich vom Hof Eichhölzli in Brütten auf einer Höhe von 575 m ü. M. am Rande des Chombergs. Von dort läuft der Bach nordwärts und erreicht nach 750 Metern die Winterthurer Stadtgrenze, ab der er Steinbach genannt wird. Weiter nordwärts fliesst er ein Tobel ins Tal hinunter und erreicht dieses nach gut zwei Kilometern. Dort fliesst der Steinbach am Hof Vorderfurt und an der Siedlung Weiertal vorbei, nordwestlich in Richtung Rumstal. Vier Kilometer nach der Quelle verlässt er das Gebiet des weitläufigen Winterthurer Quartiers Neuburg wieder und fliesst bis zur Mündung auf Pfungemer Gemeindegebiet, durchfliesst dabei den Ort selbst und durchquert auch das örtliche Schwimmbad. Beim Industrieareal Neupfungen mündet der Mülibach auf 379 m ü. M. in die Töss.

### Einzugsgebiet
Das gesamte Einzugsgebiet des Mülibachs umfasst rund 10 Quadratkilometer und liegt grösstenteils auf den Gemeindegebieten von Pfungen, Winterthur und Brütten, am Rand auch noch auf dem von Oberembrach, aus welchem den Mülibach einige wenige Zuflüsse erreichen. Der höchste Punkt des Einzugsgebiets ist der 644 Meter hohe Gipfel des Chombergs.